# Chaos and Creation in the Backyard
Chaos and Creation in the Backyard (с англ. — «Хаос и сотворение на заднем дворе») — тринадцатый сольный студийный альбом Пола Маккартни, выпущенный в 2005 году. Альбом, записывавшийся довольно долго (в сравнении с предыдущими альбомами Маккартни — например, Run Devil Run или Driving Rain, записанными за несколько недель), был спродюсирован известным по сотрудничеству с Radiohead продюсером Найджелом Годричем при поддержке Джорджа Мартина.

## Об альбоме
Маккартни на этом альбоме исполняет почти все инструментальные партии, подобно тому, как он делал это на альбомах McCartney (1970) и McCartney II (1980). Кроме этого, альбом примечателен тем, что впервые за долгое время, начиная с альбома-саундтрека Give My Regards to Broad Street (1984), Маккартни не принимал участие в продюсировании своего студийного альбома.
Chaos and Creation in the Backyard стал последним рок-альбомом, который Маккартни издал на лейбле EMI, с которым сотрудничал (и в составе The Beatles, и отдельно) долгое время, с начала 1960-х. В марте 2007 Маккартни подписал контракт с лейблом Hear Music, принадлежащим сети Starbucks.

### Работа над альбомом
Годрич говорил о том, как его пригласили работать вместе с Маккартни над альбомом:
«Моей первой реакцией было изрядное опасение — не только от того, что это довольно важный человек, но и потому, что я не был уверен, захочет ли он несколько испачкать себе руки».
Годрич и Маккартни начали своё сотрудничество, записав песни «This Never Happened Before» и «Follow Me»; результат показался им обоим достаточно неплохим, убедив, что они могут и дальше работать над альбомом. Участие Годрича было достаточно активным: он вдохновил Маккартни написать песню «At the Mercy», добавил фортепианные повторы (loops) в песне «How Kind of You» и работал вместе с Маккартни над понижением темпа песни «Riding to Vanity Fair», о чём Маккартни говорил, что «это полностью изменило настроение» песни. В итоге Маккартни оценил честность и упорство Годрича, хотя поначалу и несколько опешил с непривычки; согласно высказываниям Маккартни, Годрич бывал порой резок в своей оценке работы Маккартни над песнями в процессе создания альбома:
«Найджел… запрещал мне записывать вокал в песнях, пока ему не нравилось, как я их пою; это было весьма дерзко с его стороны».
Маккартни упоминал, что песня «Friends to Go» была навеяна ему воспоминаниями о Джордже Харрисоне и посвящена Харрисону.

### Оформление альбома
Обложка Chaos and Creation in the Backyard сделана на основе фотографии, изображающей Маккартни бренчащим на гитаре на заднем дворе дома их семьи в Ливерпуле; фотографию в 1962 году сделал брат Пола — Майк Маккартни (известный также как Майк Макгир); фотография первоначально называлась «Paul Under Washing», затем подпись была изменена на «Our Kid Through Mum’s Net Curtains».

## Выпуск альбома
Альбом вышел в свет 12 сентября 2005. Многочисленные отзывы критиков были весьма доброжелательны и отмечали, что после выпуска одного за другим последних четырёх альбомов — Flaming Pie, Run Devil Run, Driving Rain и Chaos and Creation in the Backyard — Маккартни вновь находится на пике своей творческой карьеры. Многие критики и слушатели со стажем указывали, что этот альбом необычен для Маккартни своей рефлексией и «интимным» звучанием. Неожиданное изменение направления в стиле было воспринято тоже как приятный сюрприз. В результате альбом был номинирован на премию «Грэмми» в трёх номинациях, в том числе как «Лучший альбом года» (но премию ни в одной из них не получил).
В США альбом дебютировал в чарте Billboard 200 на шестом месте с количеством продаж за первую неделю 91 545 экземпляров. В Великобритании альбом также попал в десятку лучших, проведя в чарте 3 недели. Согласно данным EMI, альбом был продан по всему миру в количестве около 1,3 млн экземпляров.

### Синглы
Первый сингл, с песней в быстром темпе «Fine Line», был выпущен 29 августа 2005, предшествуя выходу самого альбома, и достиг в чарте синглов Великобритании 20-го места. Второй сингл, с песней «Jenny Wren», был выпущен 21 ноября того же года (только в Великобритании) и поднялся в британском чарте синглов до 22-го места.

## Концерты в поддержку альбома
В 2005 Маккартни отправился в тур по США и Канаде для продвижения и рекламы выпущенного альбома.
Также на студии «Эбби Роуд» в рекламных целях было устроено выступление Маккартни, озаглавленное (по созвучию с альбомом) Chaos and Creation at Abbey Road (с англ. — «Хаос и сотворение на Эбби Роуд»). Выступление было снято на видео и выпущено как фильм в 2006 году.

## Список композиций
Все песни написаны Полом Маккартни.
| №   | Название                     | Длительность |
| --- | ---------------------------- | ------------ |
| 1.  | «Fine Line»                  | 3:05         |
| 2.  | «How Kind of You»            | 4:47         |
| 3.  | «Jenny Wren»                 | 3:47         |
| 4.  | «At the Mercy»               | 2:38         |
| 5.  | «Friends to Go»              | 2:43         |
| 6.  | «English Tea»                | 2:12         |
| 7.  | «Too Much Rain»              | 3:24         |
| 8.  | «A Certain Softness»         | 2:42         |
| 9.  | «Riding to Vanity Fair»      | 5:07         |
| 10. | «Follow Me»                  | 2:31         |
| 11. | «Promise to You Girl»        | 3:10         |
| 12. | «This Never Happened Before» | 3:24         |
| 13. | «Anyway»                     | 7:22         |

Примечание
- «Anyway» включает в себя «скрытый трек» (англ. hidden track) — песня «I’ve Only Got Two Hands» начинается в 4 минуты 10 секунд от начала «Anyway» после паузы в 20 секунд, но как отдельный трек не обозначена.

### Бонус-треки иби-сайды
В добавление к вышеуказанным трекам, на японском издании альбома была добавлена песня «She Is So Beautiful»; песня также предлагалась для свободного скачивания в формате Windows Media Audio для тех покупателей в США, которые приобретали CD в магазинах Target. Другие бонусные треки делались доступными для скачивания для покупателей, которые приобретали CD-издание альбома в некоторых других торговых сетях, таких как Best Buy и Wal-Mart.
Ещё шесть песен были записаны для альбома, но в него не вошли и были изданы либо на сторонах «Б» синглов, либо иным способом:
| Название                                                                | Длительность | Примечание                                                                         |
| ----------------------------------------------------------------------- | ------------ | ---------------------------------------------------------------------------------- |
| «Comfort of Love»                                                       | 3:12         | Доступно на CD-сингле «Fine Line»                                                  |
| «Growing Up Falling Down»                                               | 3:27         | Доступно на CD-сингле «Fine Line»                                                  |
| «Summer of ’59»                                                         | 2:11         | Доступно на виниловом издании сингла «Jenny Wren»                                  |
| «This Loving Game»                                                      | 3:15         | Доступно на CD-сингле «Jenny Wren»                                                 |
| «I Want You to Fly»                                                     | 5:03         | Доступно на CD-сингле «Jenny Wren»                                                 |
| «She Is So Beautiful»                                                   | 3:01         | Доступно на японском издании альбома                                               |
| «Jenny Wren» («Живое» исполнение с выступления Маккартни на Abbey Road) |              | Эксклюзивно доступно для загрузки с сайта Paulmccartney.com (powered by 7 Digital) |

### DVD «Между хаосом и творчеством»
В «особое издание» альбома (англ. Special Edition) вошёл DVD-диск с видеосюжетами, иллюстрирующими и дополняющими альбом.
- «Between Chaos And Creation» (рус. Между хаосом и созиданием) — документальный фильм (31:35)
- «Fine Line» — видео исполнения песни в студии (3:29)
- «Line Art» — 12-минутный анимационный фильм; рисунки — Брайан Кларк, анимация — Momoco[23]. (Включает 3 инструментальных трека: «Riding To Vanity Fair», «At the Mercy» и «Anyway») (11:43).
- «How Kind of You» — DVD-меню (4:50)
- Исполнительный продюсер: Пол Маккартни
- Режиссёр и монтаж: Саймон Хилтон
- Продюсер: Джеймс Чедс
- Производство компании: Maguffin
- DVD-мастеринг: Abbey Road Interactive

## Состав участников записи
- Пол Маккартни — вокал, электрогитара, акустическая гитара, бас-гитара, фортепиано, перкуссия, барабаны, синтезатор Муга, фисгармония, флюгельгорн, автоарфа, орган, Wurlitzer organ, спинет, мелодическая гармоника, магнитофонные ленточные петли (loops), вибрафон, колокольчики, виолончель, блокфлейта
- Расти Андерсон[англ.] — гитара
- Дэвид Кемпбелл — аранжировка для струнного ансамбля
- Педро Юстач (Pedro Eustache) — дудук
- Джейсон Фолкнер — гитара
- Джеймс Гедсон — барабаны
- Найджел Годрич — звуковые петли (loops)
- Эйб Лабориэл-младший[англ.] — перкуссия
- The Los Angeles Music Players — струнные
- Millennia Ensemble — струнные, медные духовые
- Брайан Рэй[англ.] — гитара
- Джоби Тэлбот (Joby Talbot) — аранжировка для струнных, дирижёр, аранжировка для духовых
- Джой Варонкер — перкуссия

## Награды и номинации

### Премия «Грэмми»
| Год  | Номинируемая работа                | Категория                   | Результат |
| ---- | ---------------------------------- | --------------------------- | --------- |
| 2006 | Chaos and Creation in the Backyard | Лучший альбом года          | Номинация |
| 2006 | Chaos and Creation in the Backyard | Лучший вокальный поп-альбом | Номинация |
| 2006 | «Fine Line»                        | Лучший мужской поп-вокал    | Номинация |
| 2007 | «Jenny Wren»                       | Лучший мужской поп-вокал    | Номинация |

## Чарты и сертификации

### Максимальные позиции в чартах
| Страна             | Чарт (2005/06)             | Макс. позиция |
| ------------------ | -------------------------- | ------------- |
| Австралия          | ARIA Albums Chart          | 33            |
| Австрия            | Albums Chart               | 13            |
| Бельгия (Фландрия) | Albums Chart (Flanders)    | 15            |
| Бельгия (Валлония) | Albums Chart (Wallonia)    | 10            |
| Канада             | Canadian Albums Chart      | 6             |
| Дания              | Albums Chart               | 5             |
| Голландия          | Mega Albums Top 100        | 8             |
| Финляндия          | Albums Chart               | 20            |
| Франция            | SNEP Albums Chart          | 3             |
| Германия           | Media Control Albums Chart | 4             |
| Италия             | Albums Chart               | 3             |
| Япония             | Oricon Weekly Albums Chart | 19            |
| Норвегия           | VG-lista Albums Chart      | 8             |
| Испания            | Albums Chart               | 9             |
| Швеция             | Albums Chart               | 3             |
| Швейцария          | Albums Chart               | 9             |
| Великобритания     | UK Albums Chart            | 10            |
| США                | Billboard 200              | 6             |

### Чарты по итогам года
| Страна | Чарт (2005)  | Позиция |
| ------ | ------------ | ------- |
| Италия | Albums Chart | 129     |

### Сертификации и количество продаж
| Страна | Сертификация | Количество продаж |
| --- | ------------ | ----------------- |
| Канада (Music Canada) | Золотой      | 50,000^           |
| Франция (SNEP) | Золотой      | 108,900           |
| Япония (Oricon Charts) |              | 39,000            |
| Россия (NFPF) | Золотой      | 10,000x           |
| Великобритания (BPI) | Золотой      | 100,000^          |
| США (RIAA) | Золотой      | 534,000           |
| По всему миру |              | 1,300,000         |
| ^ — обозначает, что количество продаж оценивается только по сертификации x — неопределенные данные, основанные только на сертификации |              |                   |